# Aegea
Aegea é uma formação do "mar Egeu", o mar que foi nomeado após um Egeyous Aegeus em níveis iniciais da mitologia grega. A Enciclopédia Britânica (1911) mencionou um Aegea, rainha das Amazonas, como uma alternativa ao Mar Egeu. A lenda diz que ela ordenou um exército de guerreiras amazonas que viajaram da Líbia e a Ásia Menor para lutar em Troia, e que ela pereceu no mar com seu exército.
O italiano moderno tem o adjetivo Egea ("Aegean"), mas o Latin Clássico não teve nenhum. O latin moderno às vezes usa o epíteto específico aegea para significar "do Egeu".